# Creaca
Creaca là một xã thuộc hạt Sălaj, România. Dân số thời điểm năm 2002 là 3052 người.